# Antonin Puzyński
Antonin Puzyński herbu Oginiec (ur. 1 lipca 1858 w Bucharze – zm. 13 września 1926) – polski szlachcic, pocztowy urzędnik carski, naczelnik miasta Nowa Buchara, odznaczony wieloma orderami Imperium Rosyjskiego. Malarz i rysownik amator.

## Życiorys
Pochodził ze szlachty kijowskiej guberni. Urodził się 1 lipca 1858 r. w Bucharze jako syn Antoniego Puzyńskiego, wyznania rzymskokatolickiego, oficera Armii Imperium Rosyjskiego w Kraju Zakaspijskim. Wykształcenie uzyskał domowe. Po zdaniu wymaganych prawem egzaminów już w 1877 r. rozpoczął pracę w Odeskiej Dyrekcji Poczty i Telegrafu.
Antonin Antonowicz pełnił wiele eksponowanych funkcji na placówkach w Bucharze, Samarkandzie i w innych miastach Turkiestanu. 19 stycznia 1911 r. już jako Naczelnik Carskiej Poczty i Telegrafu w Aszchabadzie, otrzymał nominację na asesora kolegialnego, urzędnika carskiego w randze VIII, która odpowiadała stopniowi majora – podpułkownika armii czynnej. Z racji piastowanej funkcji Naczelnika miasta Nowa Buchara, Antonin Antonowicz specjalnym rozkazem carskim został służbowo podporządkowany bezpośrednio Generałowi Gubernatorowi Turkiestańskiego Kraju.
Puzyński zajmował się także amatorsko malarstwem i rysunkiem. Swe prace wystawiał w 1911 roku w Towarzystwie Przyjaciół Sztuk Pięknych w Krakowie i w 1924 we Lwowie. W Muzeum Narodowym w Warszawie znajdują się jego cztery rysunki. Antonin Puzyński zmarł 13 września 1926 r. w wieku 68 lat.

## Odznaczenia
Za swoją działalność był odznaczony orderami św. Anny, św. Stanisława II i III klasy, Srebrnym Medalem na aleksandryjskiej baretce Pamięci Panowania Imperatora Aleksandra III, oraz chyba najcenniejszymi:  Złotym Orderem Bucharskiej Gwiazdy 3 klasy i Perskim Orderem Lwa i Słońca 4 klasy.

## Życie prywatne
Pomimo życia od wielu pokoleń w środowisku rosyjskojęzycznym i w kraju oddalonym o setki kilometrów od ziem dawnej Rzeczypospolitej, w rodzinie Puzyńskich zawsze pielęgnowano język i kulturę polską. Dzieci chowały się w wierze rzymskokatolickiej. Syn Antonina Antonowicza, urodzony w 1892 r. w Bucharze, któremu również nadano imię Antoni, po skończeniu 19 roku życia, za zgodą władz carskich jako poddany rosyjski przyjechał w 1911 r. do Krakowa, gdzie do 1916 r. studiował na Wydziale Historyczno-Filozoficznym Uniwersytetu Jagiellońskiego. Cała  rodzina uciekła w 1921 r. przed bolszewikami do Polski. Antoni, syn Antonina Antonowicza, całe życie związany był z obozem piłsudczykowskim i z ramienia tej formacji był posłem w Sejmie RP III kadencji, będąc bliskim współpracownikiem posła Walerego Sławka. Zginął w Powstaniu Warszawskim.
Potomkowie mieszkają w Warszawie.